# Caecum crispum
Caecum crispum is een slakkensoort uit de familie van de Caecidae. De wetenschappelijke naam van de soort is voor het eerst geldig gepubliceerd in 1900 door Verrill & Bush.